# Omar Fantini
Omar Fantini (Bergamo, 28 gennaio 1973) è un conduttore televisivo, conduttore radiofonico e comico italiano.

## Biografia
Nel 1994 studia all'Acting Center diretto da Richard Gordon. Dal 1999 crea diversi spettacoli di cabaret. La sua prima apparizione in TV è su Odeon TV, per poi trovare popolarità grazie soprattutto ai programmi Mediaset Ciro presenta Visitors e Colorado. Nel 2004 partecipa a MTV Comedy Lab, Super Ciro e Sformat, quest'ultimo su Rai 2. Partecipa anche ad altri programmi di MTV, come Stasera niente MTV, come spalla di Ambra Angiolini, l'MTV Day, co-conduce MTV On the Beach.
Ha anche condotto, oltre a MTV on the Beach, altri due programmi televisivi: Space Girls, al fianco di Charlotte Krona e Jennipher Rodriguez, programma di punta di Happy Channel dal 2003 al 2006, mentre attualmente conduce Central Station, in onda su Comedy Central e su MTV. Dal 23 gennaio 2012 è impegnato, insieme a Melissa Satta, in una sitcom firmata Comedy Central intitolata Amici @ Letto. Dal 6 dicembre 2012 è impegnato, insieme a Melita Toniolo, nella conduzione di Metropolis, un programma comico di Comedy Central abbastanza simile al più noto Made in Sud.
Il 18 dicembre 2012 conduce (con la collaborazione di Gianluca Fubelli e Paolo Casiraghi) Provato per voi, un nuovo set con sfondo comico nel quale i protagonisti si cimentano in prove pericolose ma altrettanto comiche che i telespettatori sia per pigrizia, sia per non voglia, non hanno mai provato o avuto la tentazione di fare. Da maggio 2015, conduce la trasmissione House of Gag in onda su Cielo e TV8, insieme a Gianluca Fubelli, con cui commenta anche Planet's Got Talent.
Nel 2004 inizia la sua carriera radiofonica con una breve apparizione su Radio 105 in Lo Zoo di 105.
Il 10 febbraio 2014 inizia la conduzione del morning show Virgin Rock Cafè in onda dalle 7 alle 9 su Virgin Radio al fianco di Vittoria Hyde, ma il programma non ha il successo sperato e viene chiuso dopo breve tempo.
Il 13 gennaio 2019 affianca Walter Pizzulli nel morning show di Discoradio dalle 7 alle 9 del mattino. Nel marzo dello stesso anno Pizzulli viene sostituito da Fabrizio Sironi, in seguito al suo passaggio a M2O.
Dal 7 maggio 2025 è tra i concorrenti della diciannovesima edizione de L'isola dei famosi condotto da Veronica Gentili.

## Vita privata
Nel 2013 sposa Francesca con cui era fidanzato da quando aveva 16 anni. Hanno avuto due figli, Edoardo e Caterina. Nel 2022 si sono separati. 
Nel 2021 ha infine intrapreso una relazione con Zahra Chokri.
Ha aperto una escape room a Seriate data la sua grande passione per i film horror.
Omar è un grande tifoso dell'Atalanta Bergamasca Calcio per la quale è stato spesso un inviato allo stadio a Quelli che il calcio.

## Programmi televisivi
- Ciro presenta Visitors
- Sputnik
- Colorado
- MTV Comedy Lab
- Super Ciro
- Sformat
- Love Bugs2
- MTV Day

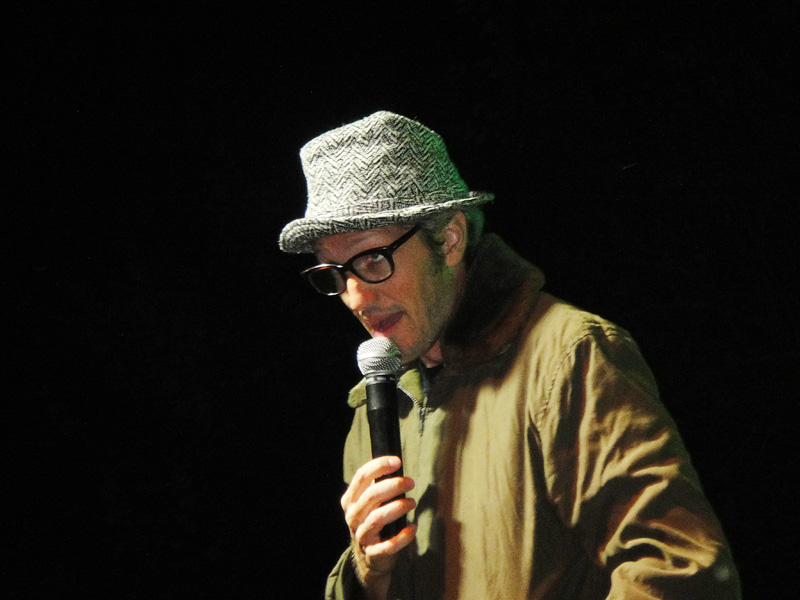
Omar Fantini interprete di Nonno Anselmo - Asti, 27 agosto 2011

- MTV On the beach (come co-conduttore)
- Space Girls (come conduttore)
- Stasera niente MTV (come co-conduttore)
- Central Station (come conduttore)
- Zelig Off
- Metropolis
- Provato per voi (Italia Uno)
- Top Twenty Funniest (Cielo)
- House of Gag (Cielo, TV8)
- Il boss dei comici (LA7) (come coach)
- Games of Games - Gioco Loco (Rai 2, 2021) - concorrente
- El Polo Man 3 (YouTube)[8]
- Honolulu (programma televisivo) (Italia 1) 2021
- L’isola dei famosi (Canale 5) 2025 - concorrente

## Programmi radiofonici
- Lo Zoo di 105 (Radio 105)
- Rock Cafè (Virgin Radio)
- Belli Svegli (Discoradio)

## Spot pubblicitari
- Due cuori e un frigorifero - Campagna multisoggetto della linea di snack Zero24 Beretta (2009), insieme a Carolina Di Domenico come altra testimonial, regia di Luca Lucini.[9]